# I sette aghi d'oro
I sette aghi d'oro (Golden Needles) è un film statunitense del 1974 diretto da Robert Clouse.